# Požár na King's Cross
Dne 18. listopadu 1987 zhruba v 19:30 vypukl požár na stanici metra King's Cross St Pancras, jedné z největších stanic londýnského metra. Ve stanici byla jednak hlavní - nadzemní - linka, ale i linky umístěné hlouběji v podzemí obsluhující linky Northern, Piccadilly a Victoria. Požár započal na dřevěném eskalátoru linky Piccadilly a v 19:45 došlo k celkovému vzplanutí vstupní haly. Katastrofa zabila 31 lidí a dalších 100 zranila.
Od února do června 1988 probíhalo veřejné vyšetřování katastrofy. Vyšetřovatelé se pokusili požár dvakrát reprodukovat, poprvé aby zjistili, zda může mazivo eskalátoru vzplanout a podruhé, aby ověřili pravdivost počítačové simulace požáru a určili příčinu vzplanutí. Vyšetřování skončilo se závěrem, že požár vznikl kvůli cigaretě odhozené na eskalátor. Požár byl nejdříve pouze malý, a poté výrazně zvýšil svou intenzitu. Zvýšení intenzity požáru nastalo kvůli – předtím neznámému – příkopovému efektu, který byl odhalen počítačovou simulací požáru.
Společnost provozující londýnské metro byla tvrdě kritizována kvůli svému přístupu k požáru. Zaměstnanci metra se cítili být v bezpečí, jelikož na King's Cross ještě nikdy nedošlo k fatálnímu požáru. Nikdo je také neproškolil, jak s požárem naložit anebo jak vyvolat evakuaci metra.
Závěrečná zpráva vyšetřování vedla k rezignaci vysokého managementu jak londýnského metra, tak společnosti London Regional Transport. Tatáž zpráva také vedla k zavedení a vynucování nových požárních směrnic, na všech stanicích také došlo k vyměnění dřevěných eskalátorů za kovové eskalátory.

## Požár
Ve stanici King's Cross se nacházela hlavní železniční linka spolu s dalšími nástupištěmi, které se nacházely v podzemí. Byly zde separátní eskalátory vedoucí na linku Piccadilly a Victoria; na linku Northern se nastupovalo z linky Piccadilly. K eskalátorům připojené na linky Piccadilly a Victoria vedly na nástupiště používané britskou železniční společností Midland City (později Thameslink) pro vlaky do Moorgate a jako výstup do ulice Pentonville.
V 19:30 nahlásilo několik cestujících oheň na eskalátoru linky Piccadilly. Zaměstnanci metra a policie šli incident prošetřit a potvrdili, že na Piccadilly skutečně hoří. Jeden z policistů proto odešel zavolat hasiče. Čtyři požární vozy byly vyslány na místo v 19:36. Oheň se nacházel pod eskalátorem a nebylo možné ho hasit bez použití hasicích přístrojů. Takové přístroje se na místě nacházely, ale nikdo ze zaměstnanců metra je neuměl použít. Zaměstnanci metra a přítomní policisté rozhodli o evakuaci stanice, za využití eskalátorů linky Victoria. O několik minut později dorazili hasiči a několik hasičů zamířilo dolů k eskalátorům, aby požár posoudili. Uviděli požár zhruba o velikosti papírové krabice a chtěli ho hasit za použití vodního proudu.
V 19:42 se rozhořel celý eskalátor.
V 19:45 nastalo celkové vzplanutí a několik proudů ohně vystřelilo do vstupní haly. To zablokovalo únikovou cestu několika stovkám lidí, kteří byli evakuováni za použití eskalátorů linky Victoria. Policista se zraněným mužem se pokusil prostor opustit přes nástupiště Midland City, ale dveře byly zamčeny. Zaměstnanci a policistka uvěznění na lince Metropolitan unikli vlakem.
Během katastrofy bylo povoláno přes 150 hasičů. Čtrnáct vozidel londýnské ambulance převáželo zraněné do nemocnic, včetně University College Hospital. Požár byl dohašen v 1:46 následujícího dne ráno.
Zemřelo 31 lidí a 100 dalších bylo převezeno do nemocnice, 19 s vážnými zraněními. Hasič Colin Townsley byl vedoucím první posádky požárního vozidla, které na místo dorazilo a byl ve vstupní hale ve stejný čas, kdy nastalo celkové vzplanutí. Nepřežil, jeho tělo bylo nalezeno vedle ošklivě popáleného těla jedné z cestující na cestě k východu na ulici Pancras. Townsley pravděpodobně narazil na cestující snažící se opustit hořící halu a snažil se jí pomoci.
Neznámý muž známý jako "Michal" nebo "tělo 115", byl identifikován 22. ledna 2004, kdy forenzní analýza potvrdila, že jde o 73letého Alexandra Fallona z Falkirku. Nick Lowe nazpíval píseň "Who Was That Man?".

## Následky
Vstupní hala a nástupiště linky Metropolitan byly vesměs nepoškozené a byly otevřeny následující ráno po požáru. Linka Victoria, jejíž eskalátory byly poškozeny jen málo, obnovila svůj provoz následující úterý. Vstupní haly pro další linky byly obnoveny až za čtyři týdny. Tři eskalátory linky Piccadilly bylo nutné zcela vyměnit, nové byl spuštěny 27. února 1989, více než 16 měsíců po požáru. Do spuštění nových eskalátorů byl jediný přístup k lince Piccadilly přes linku Victoria nebo přes nástupiště Midland City.
Přístup k lince Northern byl nepřímý, pomocí eskalátorů připojených k lince Picadilly. Jelikož provoz ze všech těchto linek by eskalátory linky Victoria přetížil, linka Northern stanicí Kings Cross jen projížděla do doby, než byly opravy dokončeny. Při té příležitosti byly vyměněny i eskalátory linky Northern, které byly na konci své životnosti. Linka Northern plně obnovila svůj provoz 5. března 1989.

## Vyšetřování
Veřejné vyšetřování incidentu bylo zahájeno premiérkou Spojeného království Margaret Thatcherovou. Vyšetřování bylo vedeno Desmondem Fennellem a jeho týmem čtyř expertů. Vyšetřování bylo zahájeno dne 1. února 1988 a uzavřeno 24. června téhož roku.
Kouření ve vlacích metra bylo zakázáno v červenci roku 1984. Po požáru na stanici Oxford Circus v listopadu 1984 byl tento zákaz v únoru 1985 rozšířen na veškeré prostory metra. Tento zákaz ale kuřáci často ignorovali a cigarety odhazovali na eskalátorech. Vyšetřování odhalilo, že požár byl téměř určitě spuštěn cestujícím, který odhodil ještě hořící zápalku, která zapadla pod eskalátor. Možnost záměrného zapálení stanice byla vyloučena policií, jelikož zde nebyl jediný důkaz o použití akcelerátoru hoření. Vyšetřovatelé nalezli, že dřevo (ze kterého byly vyrobeny eskalátory) bylo na devíti místech ohořelé, což naznačovalo, že obdobné požáry se již na místě vyskytly, ale nestihly se rozšířit. Vyšetřovatelé zjistili, že zespodu na eskalátorech se vyskytuje vrstva maziva a odpadků, kterážto směs byla považovaná za nesnadno zapálitelnou a pokud by už k zapálení došlo, měla hořet poměrně pomalu. Vyšetřovatelé se to rozhodli vyzkoušet záměrným odhozením hořící zápalky pod eskalátor. Hned první odhozená zápalka mazivo skutečně zapálila. Vyšetřovatelé nechali oheň hořet asi devět minut, poté ho uhasili.
Vyšetřovatelé se pokusili požár simulovat na počítači. Tato simulace ukázala, že si plameny před tím, než vyšlehnou do vstupní haly, na eskalátor lehnou namísto toho, aby hořely rovně vzhůru. Vyšetřovatelé si mysleli, že je počítačová simulace vadná a rozhodli se to vyzkoušet. Zapálili model stanice King's Cross a po sedmi a půl minutách normálního hoření si plameny skutečně lehly na eskalátor, stejně, jako v počítačové simulace. Kovové strany eskalátoru žár z ohně směrovaly dál a jakmile žár dosáhl kritické hranice, plameny náhle vyšlehly do modelu vstupní haly. Ukázalo se, že třicetistupňový náklon eskalátorů byl skutečností, která výrazně napomohla rychlému šíření požáru. Tento efekt byl před katastrofou neznámý a byl pojmenován příkopový efekt.
Londýnské metro bylo v závěrečné zprávě kritizované za svůj přístup k požárům v metru, konkrétně kvůli tomu, že velmi podcenili riziko. Zaměstnanci měli zavolat hasiče pouze v okamžiku, kdy by se požár vymknul kontrole a měli požár pokud možno uhasit sami. I přesto ale zaměstnanci nebyli vyškoleni pro takové situace.